# Simo Hannula
Simo Pertti Hannula, född 12 mars 1932 i Konginkangas, död 2 augusti 2016 i Lojo, var en finländsk grafiker och målare. 
Hannula utbildade sig vid Konstföreningens i Åbo ritskola 1950–1951 och vid Finlands konstakademis skola 1951–1955. Han ställde ut första gången i Helsingfors 1954. Sitt genombrott fick han med sina mörkstämda, abstrakta informalistiska och surrealistiska etsningar på 1960-talet. Av hans mest kända verk, ofta i stort format, från denna period kan nämnas Suisto (1965) och Sateliitti (1966), som leder tankarna till Hieronymus Boschs fantasivärld. Han erhöll 1970 uppdraget att pryda Brändö filialbibliotek i Helsingfors med en stor serie etsningar vilka tillsammans bildar ett monumentalarbete (Planetarstäder). Senare utförde han fantasifulla och humoristiska arbeten med figur- och naturmotiv i intimare format. Under 1990-talet har Hannula ägnat sig åt framställning av exlibris bland annat för Statens konstmuseum. Han tilldelades Pro Finlandia-medaljen 1969 och professors titel 1993.